# William Ramsay
Sir William Ramsay FRS (1852-1916) là nhà hóa học người Scotland. Ông là người đã khám phá ra các khí hiếm và chính ông cũng là người đưa chúng vào bảng tuần hoàn các nguyên tố hóa học. Nhờ có đóng góp này, ông trở thành nhà hóa học Scotland cũng như Vương quốc Anh đầu tiên nhận Giải Nobel Hóa học. Đó là vào năm 1904. 

## Việc tìm ra các khí hiếm

### Argon
William Ramsay phát hiện ra nguyên tố argon cùng với Lord Rayleigh vào năm 1894. Điều thú vị là nguyên tố này đều giúp cả hai đoạt giải Nobel, một đoạt giải Vật lý, một đoạt giải Hóa học.

### Krypton
William Ramsay cùng với Morris Travers phát hiện ra krypton vào năm 1898. Đó là phần còn sót lại khi cả hai cho bay hơi gần hết không khí lỏng.

### Neon
William Ramsay cũng cùng với Morris Travers phát hiện ra neon cũng vào năm 1898.

### Xenon
Cũng vào năm 1898 ấy, cũng Ramsay và Travers, và xenon được phát hiện.

### Heli
Heli là chất khó tìm thấy trên Trái Đất nhất nếu xét các khí hiếm với nhau. Vậy mà William Ramsay đã tìm được. Có lẽ ông phải cảm ơn nhật thực rất nhiều bởi không có hiện tượng đó thì Ramsay khó tìm ra được sự hiện diện của heli. Ngày 26 tháng 3 năm 1895, ông cô tách được heli từ khoáng vật cleveite bằng axít. Thực ra đây chỉ là tình cờ bởi mục đích trong việc cô tách khoáng vật này là tìm ra được argon, nhưng khi tách được nitơ và oxy thoát ra từ acid sulfuric, ông lại phát hiện ra vạch màu vàng trong quang phổ phù hợp với vạch D3 quan sát được trong quang phổ của Mặt Trời. Cần nhớ rằng vạch quang phổ này được tìm thấy trong một ngày xảy ra hiện tượng nhật thực. Đó là ngày 18 tháng 6 năm 1868. Vạch quang phổ đó chính là của heli.